# Big Thunder Mountain Railroad
Big Thunder Mountain Railroad of Big Thunder Mountain is een mijntreinachtbaan in de Disney-parken: Magic Kingdom, Disneyland Park (Anaheim), Tokyo Disneyland en het Disneyland Park (Parijs). De attractie kenmerkt vanwege het (schier)eiland waarop zich rotsformaties bevinden. Deze zijn gebaseerd op de rotsformatie die te vinden zijn in Bryce Canyon National Park en Sedona.

## Verhaal
Hoewel de details van het achtergrondverhaal van park tot park verschillen, volgen ze grofweg allemaal dezelfde verhaallijn. Echter, het achtergrondverhaal wordt niet rechtstreeks aan parkgasten gecommuniceerd.
In de 19e eeuw werd goud ontdekt op Big Thunder Mountain in het zuidwesten van de Verenigde Staten. Van de ene op de andere dag werd een klein mijnstadje een bloeiend stadje (Rainbow Ridge (Disneyland); Tumbleweed (Magic Kingdom); Thunder Mesa (Disneyland Parijs)). De mijnbouw groeide en er werd een uitgebreide lijn van mijntreinen opgezet om het erts te vervoeren. Onbekend bij de kolonisten was dat de berg een heilige plek voor lokale indianen was, waarna de berg vervloekt werd door de indianen.
Het duurde niet lang of de ontheiliging van de berg veroorzaakte een grote tragedie, die, afhankelijk van het park, meestal wordt afgebeeld als een aardbeving (Disneyland Resort en Disneyland Parijs), een tsunami (Tokyo Disneyland), een plotselinge overstroming (Magic Kingdom). Hierdoor werd het mijnstadje verlaten. Enige tijd later bleken de locomotieven alleen over de berg te racen, zonder machinisten of bemanning. Bezoekers kunnen aan boord stappen van een van de vervloekte treinen.

## Locaties

### Disneyland Park (Anaheim)
De bouw van de eerste versie van Big Thunder Mountain startte in 1977 op de plek waar voorheen de attractie Mine Train Through Nature's Wonderland te vinden was. Twee jaar later op 2 september 1979 opende de achtbaan voor bezoekers in het themagebied Frontierland. De attractie is ontworpen door de Disney-ontwerpers Tony Baxter en Bill Watkins. De achtbaan zelf is gefabriceerd door Dynamic Attractions. De achtbaan is 814 meter lang en haalt een topsnelheid van 45 km/u. Er passen 30 bezoekers in iedere trein, waarvan er zich vijf op de baan bevinden. Big Thunder Mountain kan 2400 personen per uur verwerken.

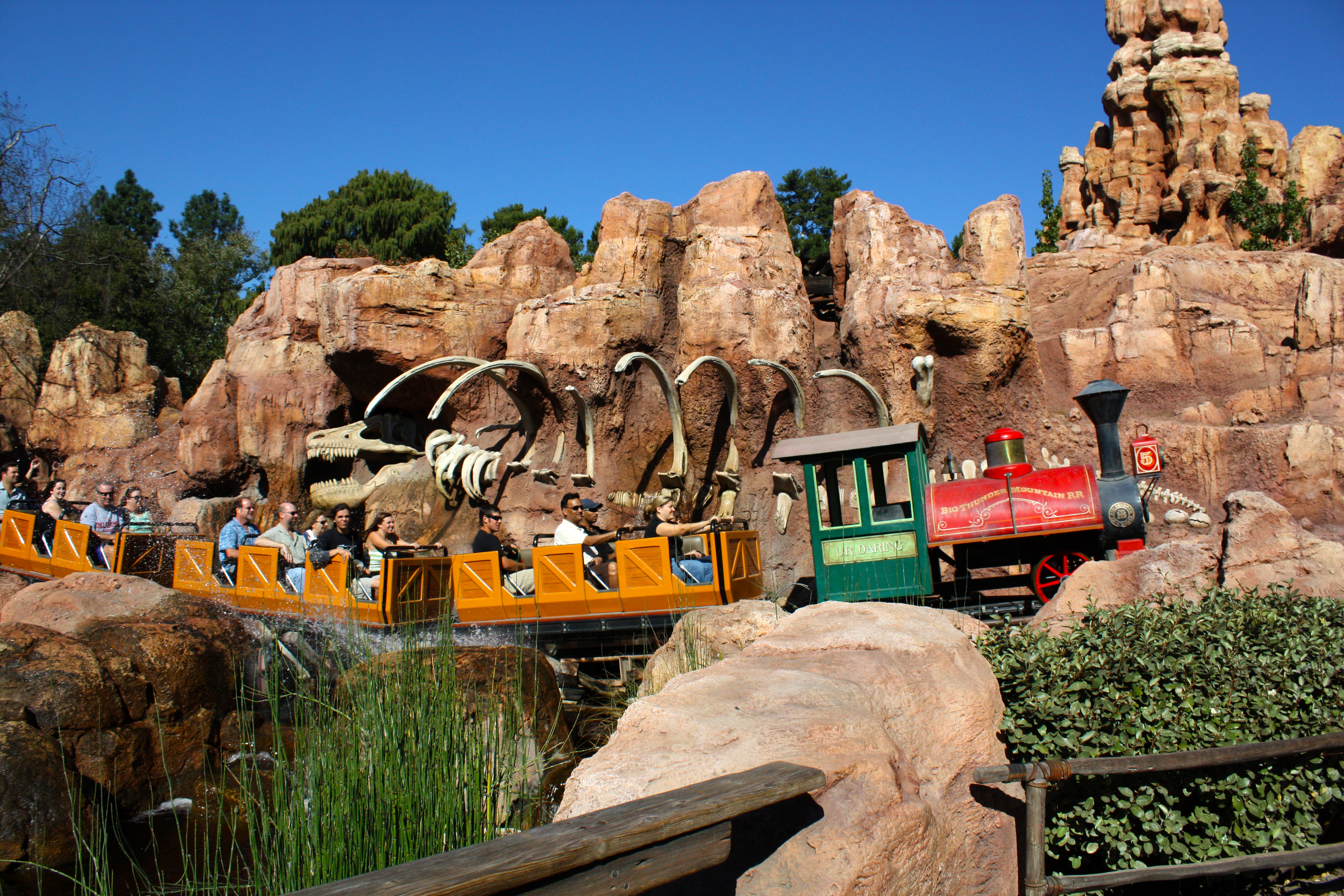
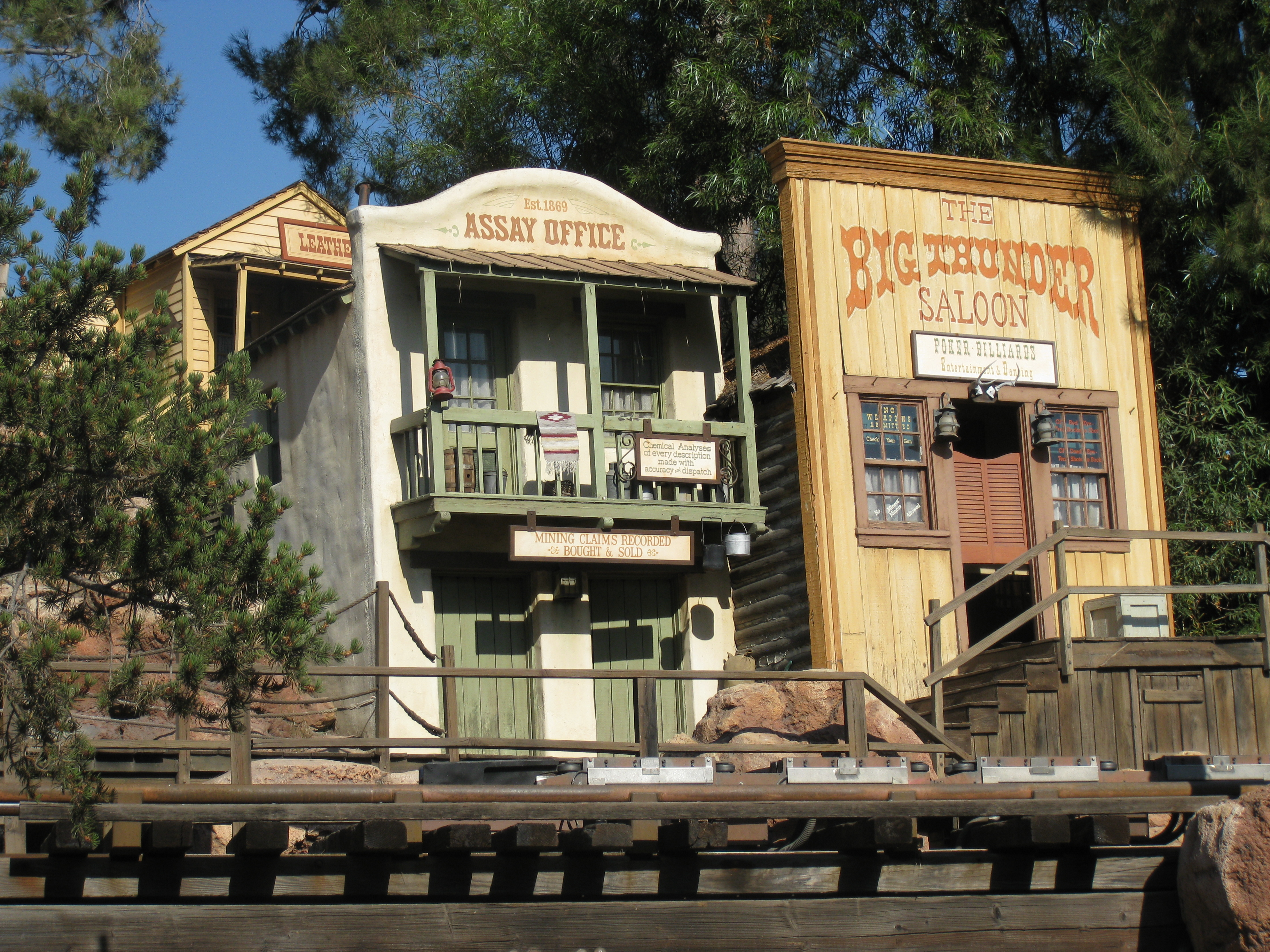
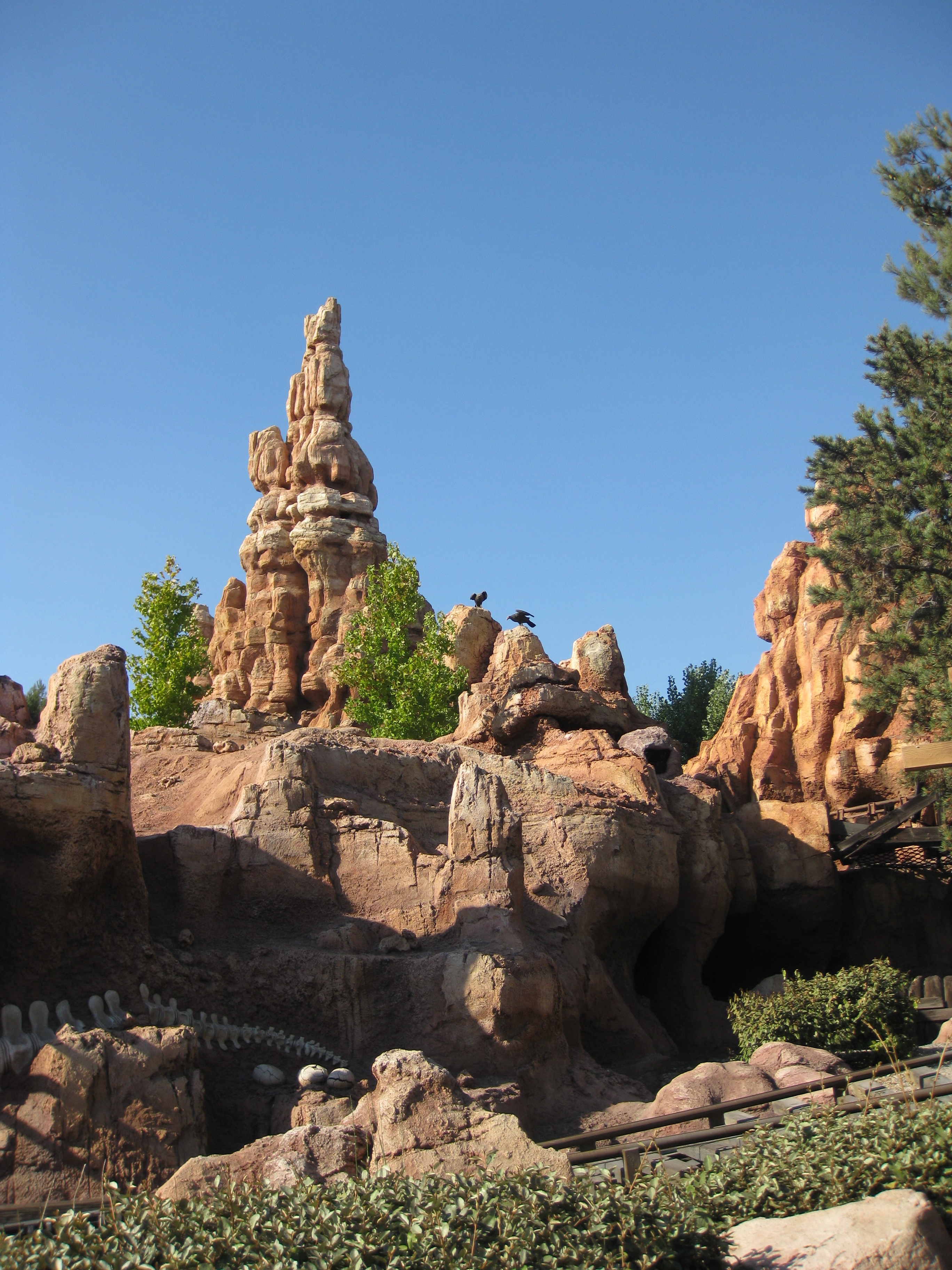

### Magic Kingdom
Op 15 november 1980 opende Big Thunder Mountain in het Magic Kingdom in het themagebied Frontierland. De baan is vrijwel een kopie, in spiegelbeeld, van de baan in het Disneyland Park in Anaheim. Echter, qua oppervlakte is de attractie 25% groter. De baan is 847 meter lang, behaald een topsnelheid van 58 km/u en is gefabriceerd door Arrow Dynamics.

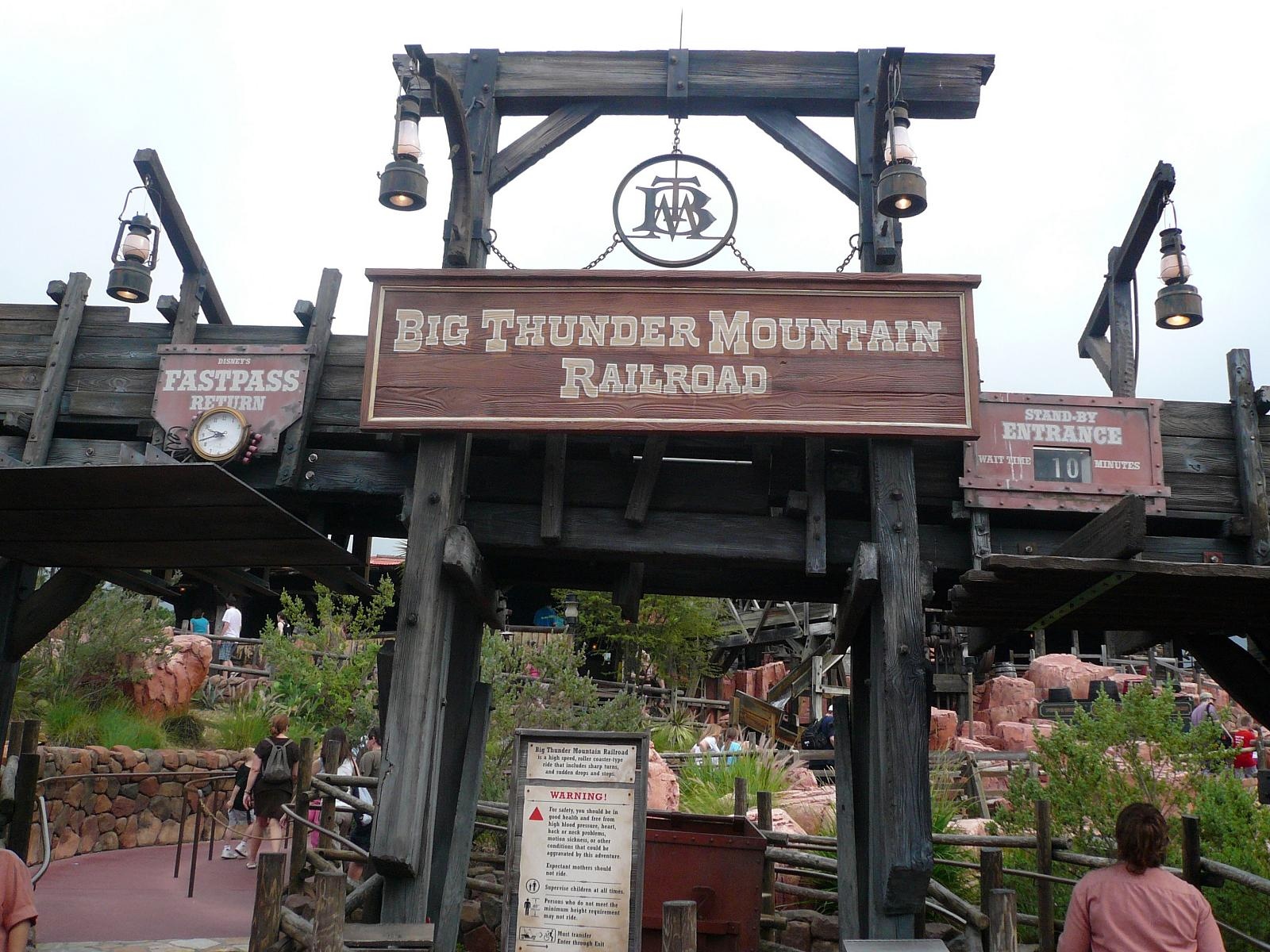
Entree
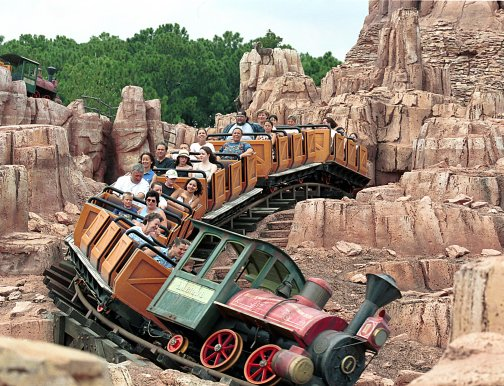
Een van de treinen
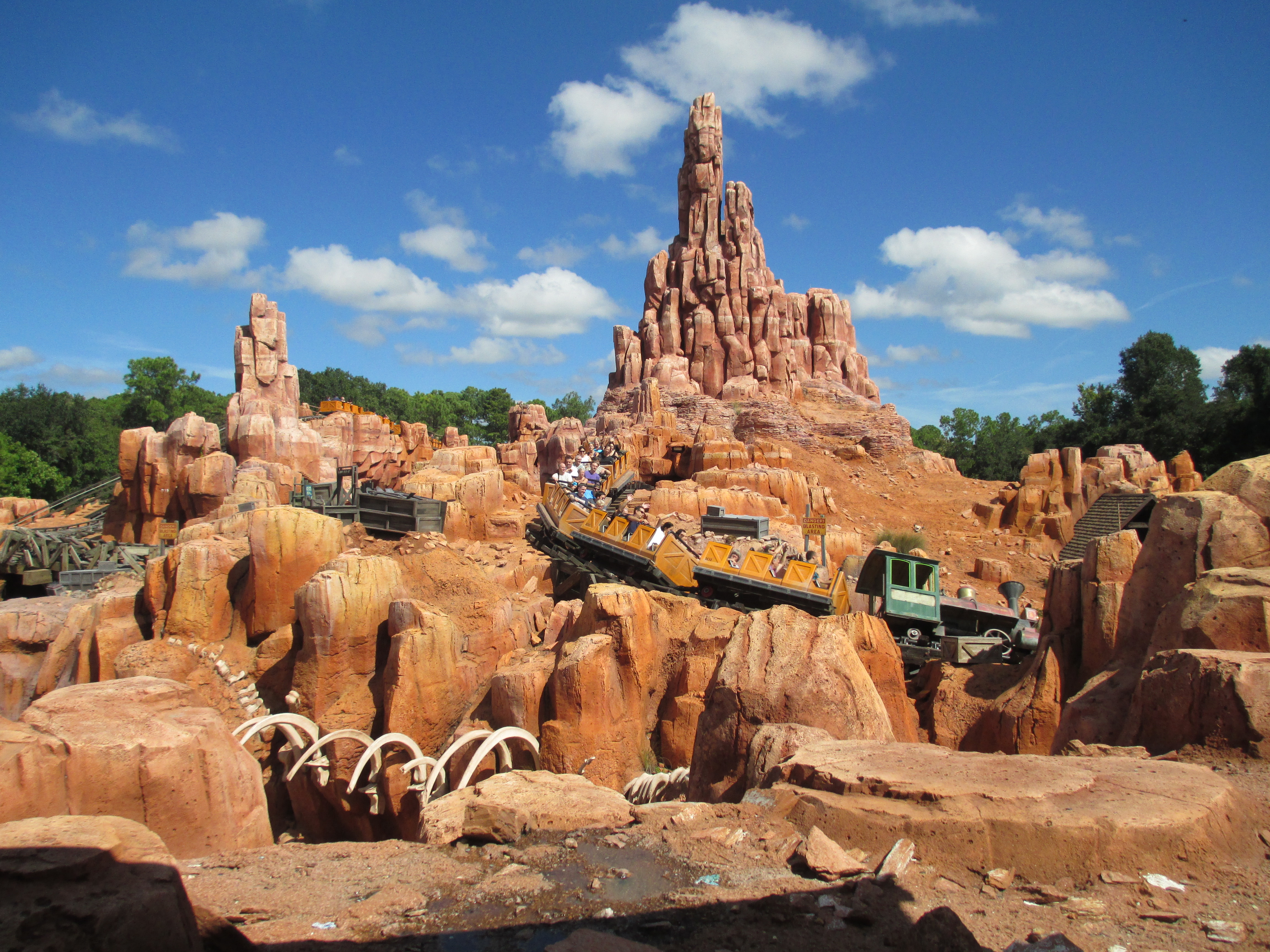
Overzicht

### Tokyo Disneyland
Big Thunder Mountain in Tokyo Disneyland is, op een aantal verschillen na, vergelijkbaar met de versie in Florida. De achtbaan opende 4 juli 1987 in het themagebied Westernland.

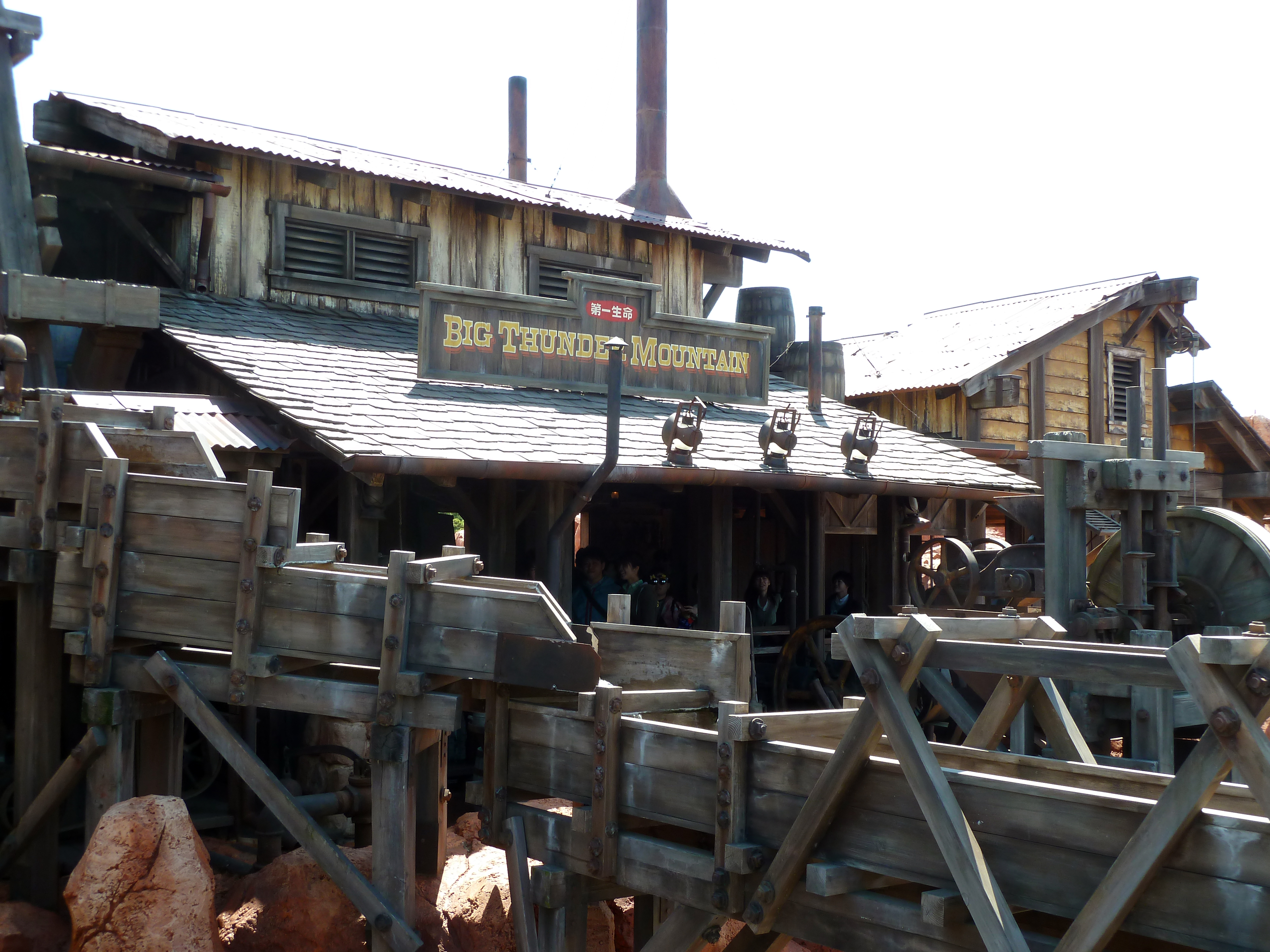
Stationsgebouw
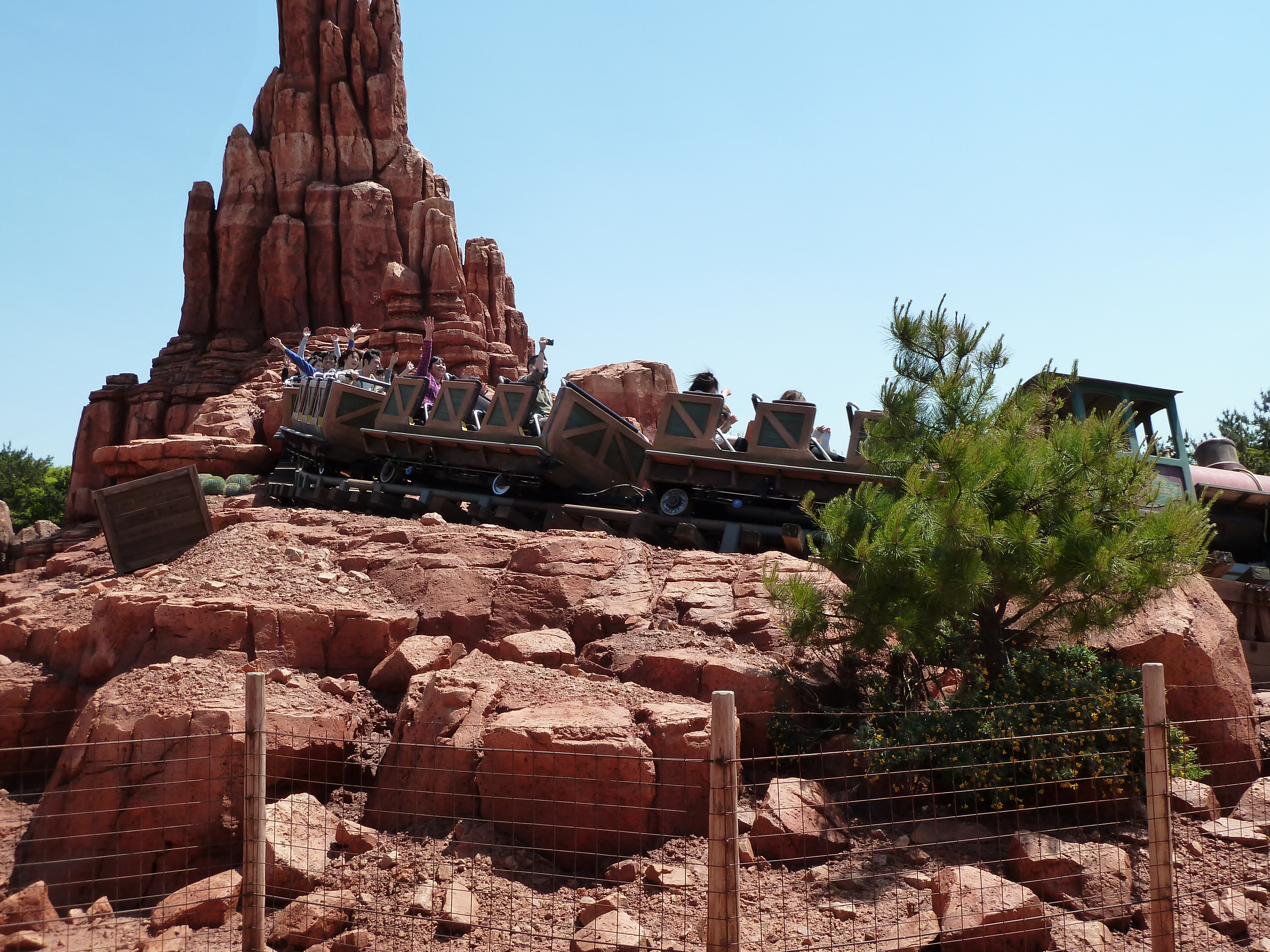
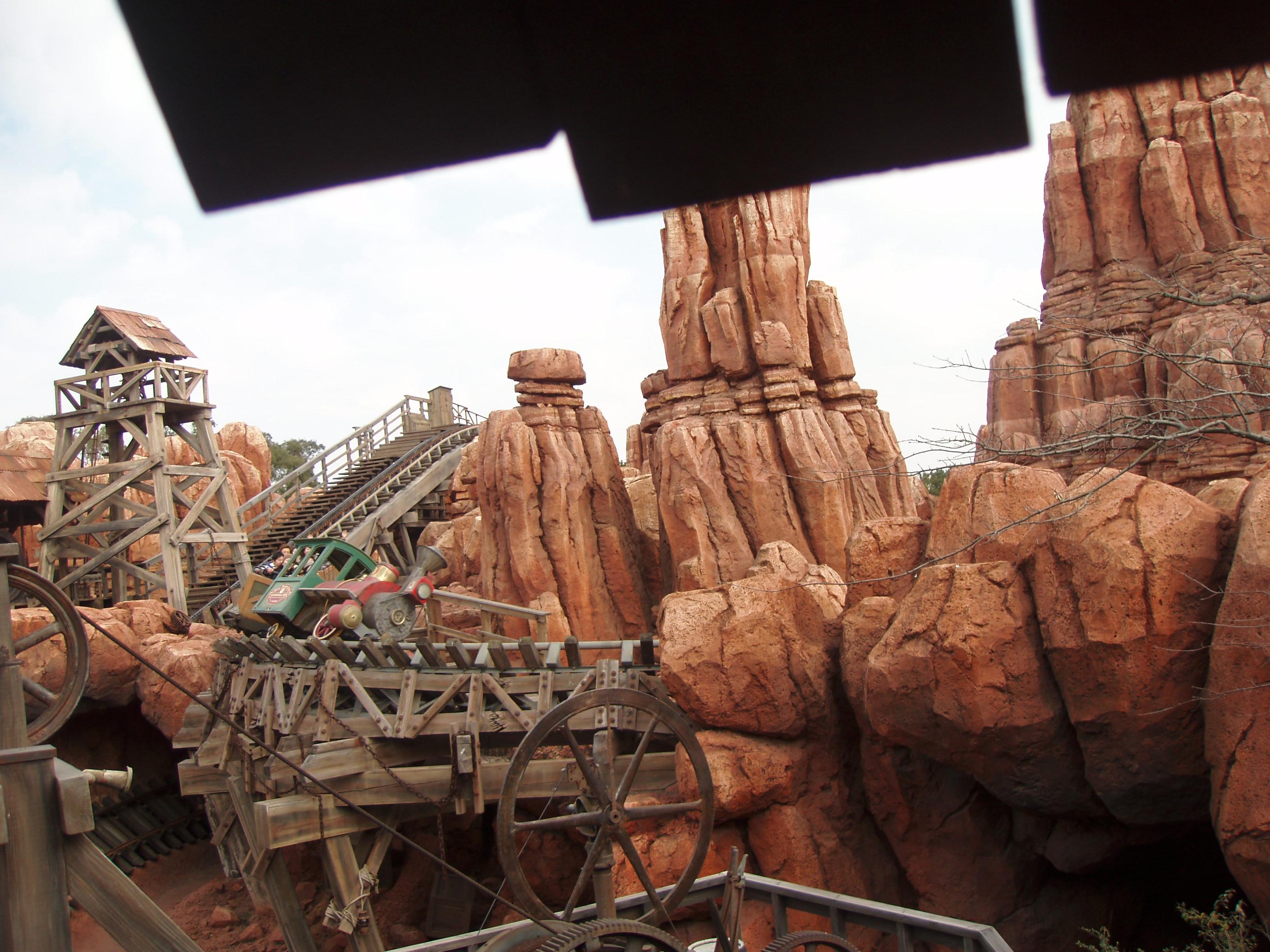
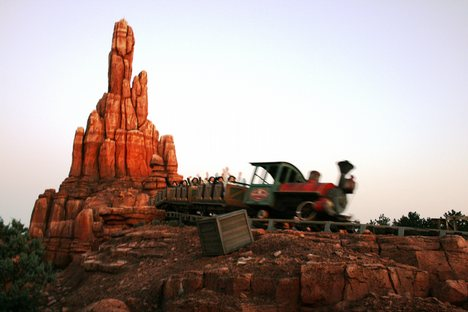
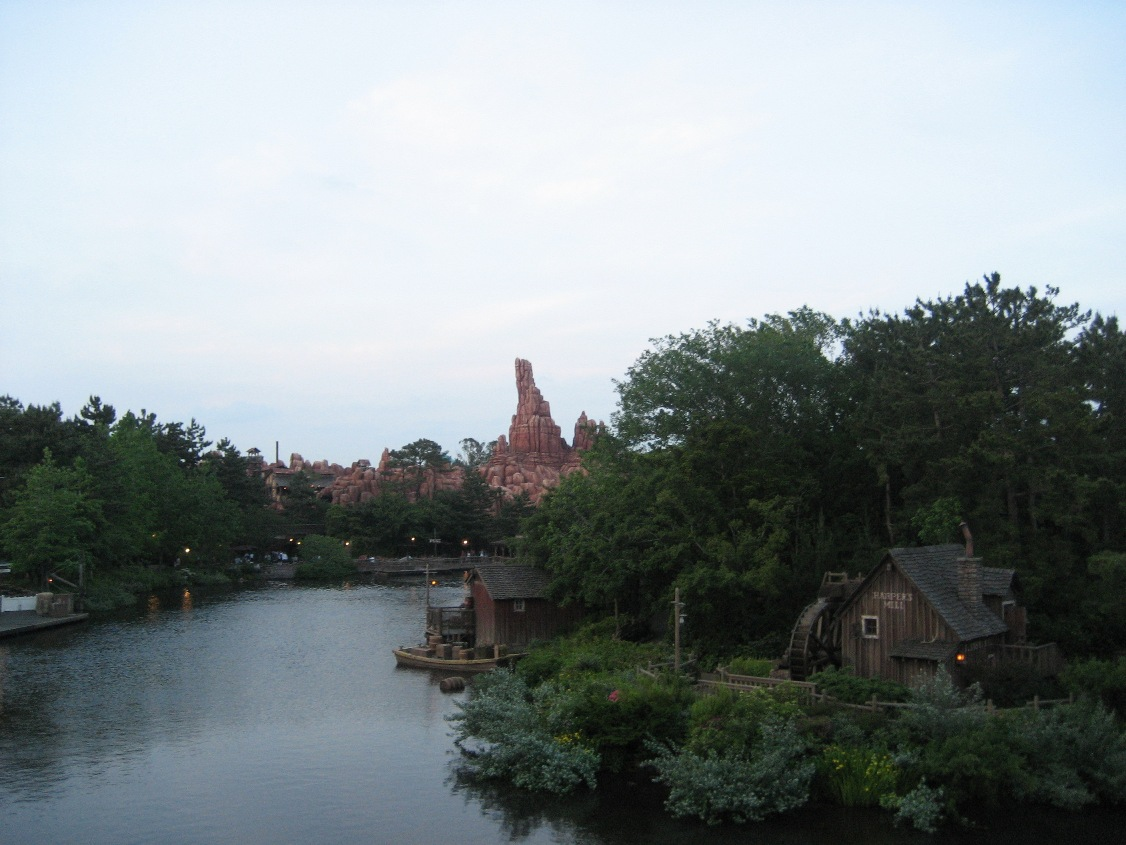

### Disneyland Park (Parijs)
In het Disneyland Park opende de attractie onder de naam Big Thunder Mountain. De achtbaan opende op 12 april 1992, tegelijk met de rest van het park, in het themagebied Frontierland. Vergeleken met de andere Big Thunder Mountain-attracties, is dit de enige versie waar de achtbaan zich op een eiland bevindt. Dit is opzettelijk gedaan zodat het gehele themagebied om de attractie draait. Ook hielden Fransen van Amerikaanse Western films. De rotsformatie is gebaseerd op de rotsformaties in Bryce Canyon National Park op de De achtbaan is 1500 meter lang en heeft een topsnelheid van 64 km/u. Een rit in Big Thunder Mountain duurt 3:35 minuten en is gefabriceerd door het Nederlandse bedrijf Vekoma. Er zijn vijf treinen aanwezig op de baan, waarin, per trein, plaats is voor 30 bezoekers. In 2018 werd er een single riders-rij toegevoegd aan de attractie.
Big Thunder Mountain Railroad is qua verhaal verbonden aan het naastgelegen Phantom Manor. De Phantom (Henry Ravenswood) was de eigenaar van de Big Thunder Mining Company. De cowboyscène, de laatste scène, is een verwijzing hier naar.

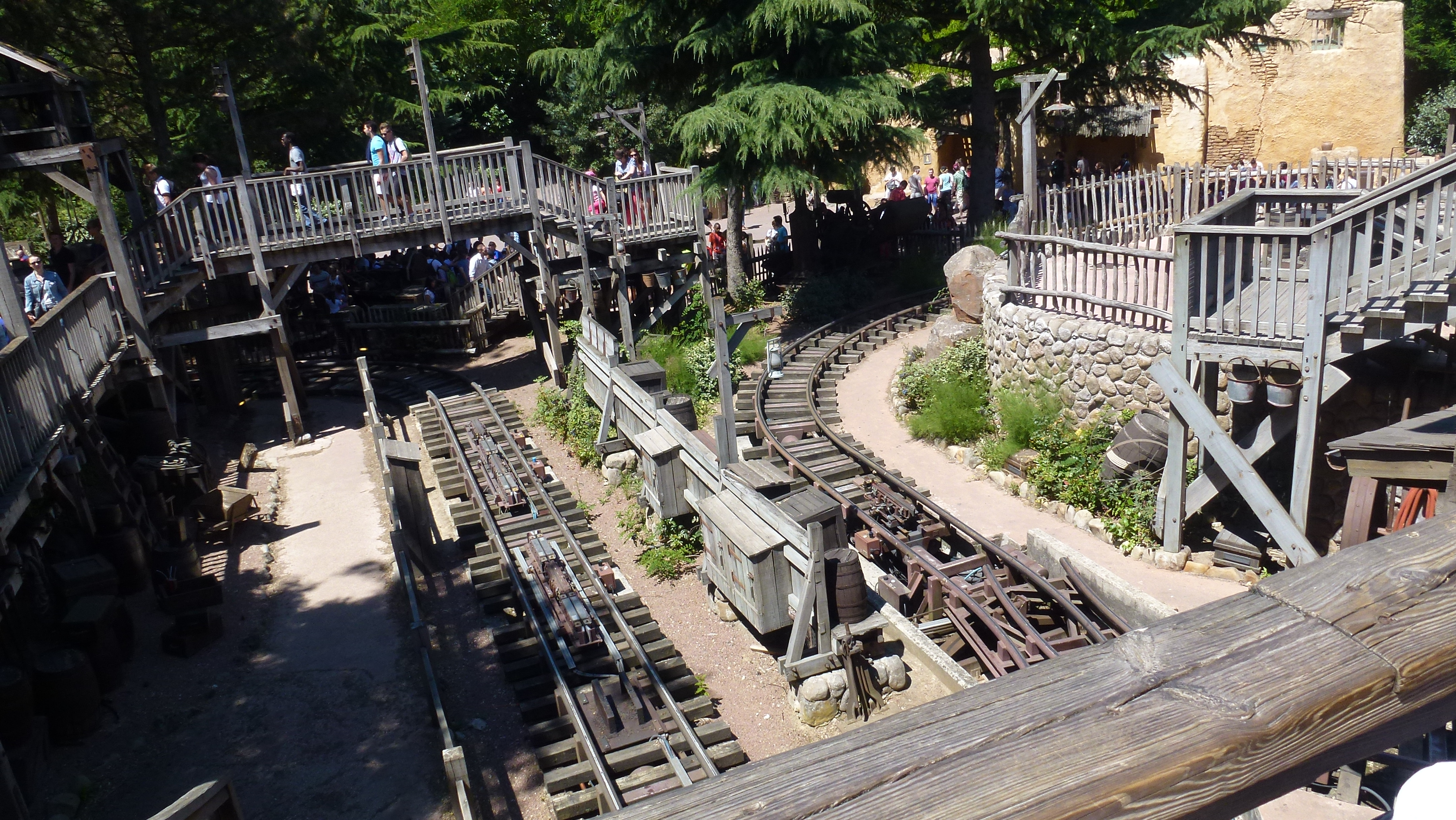
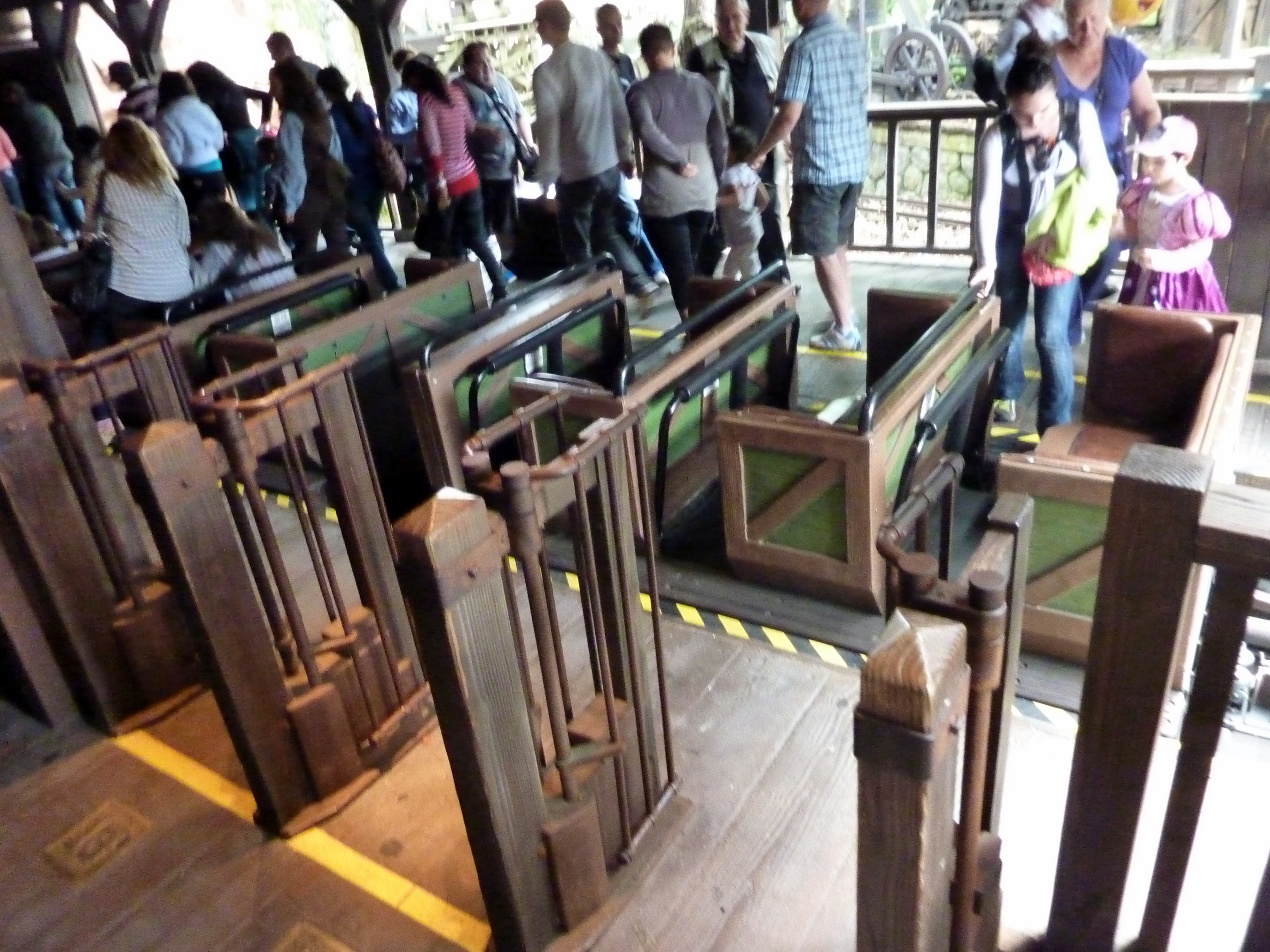
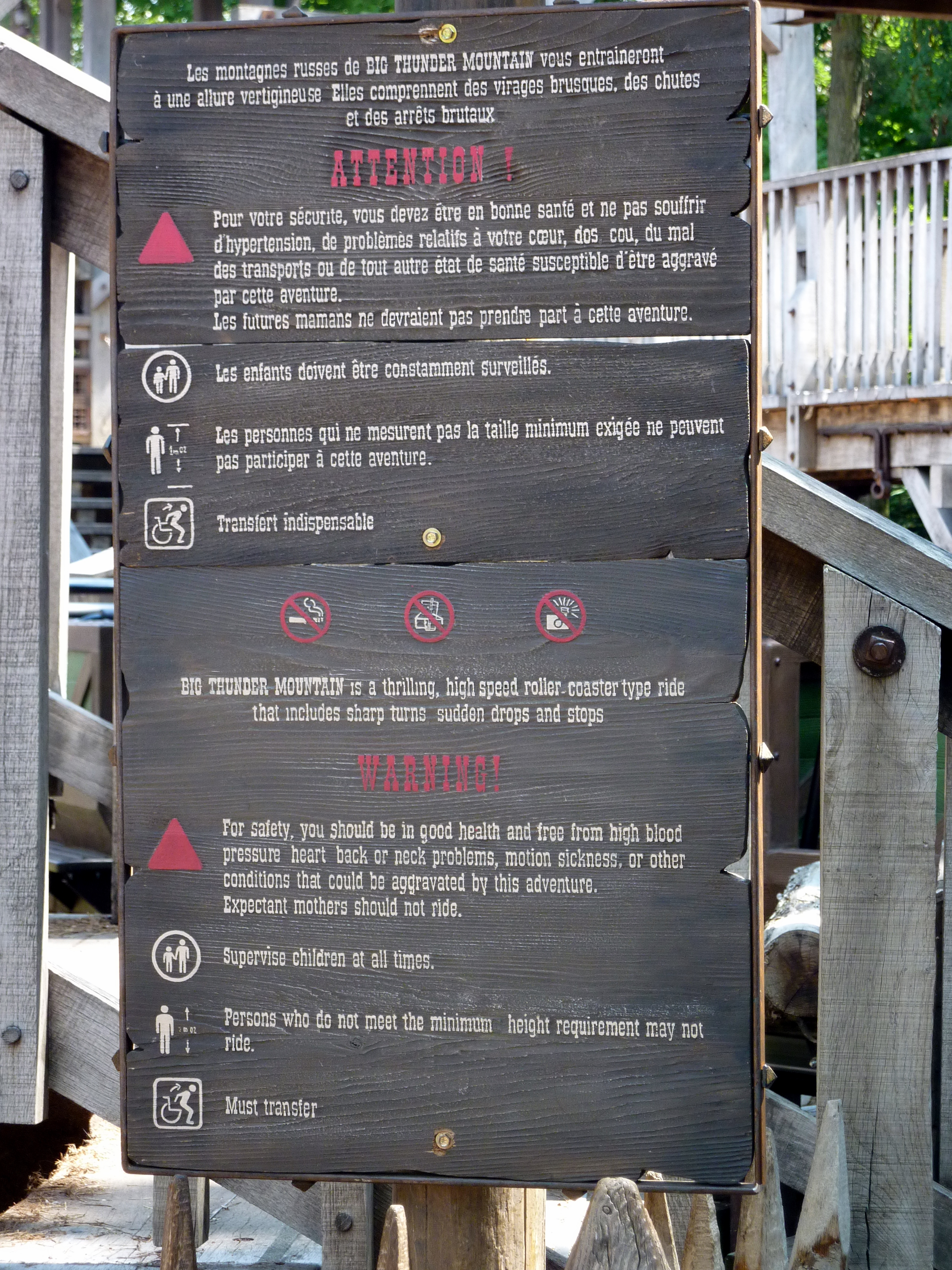